# Zerfallsgesetz

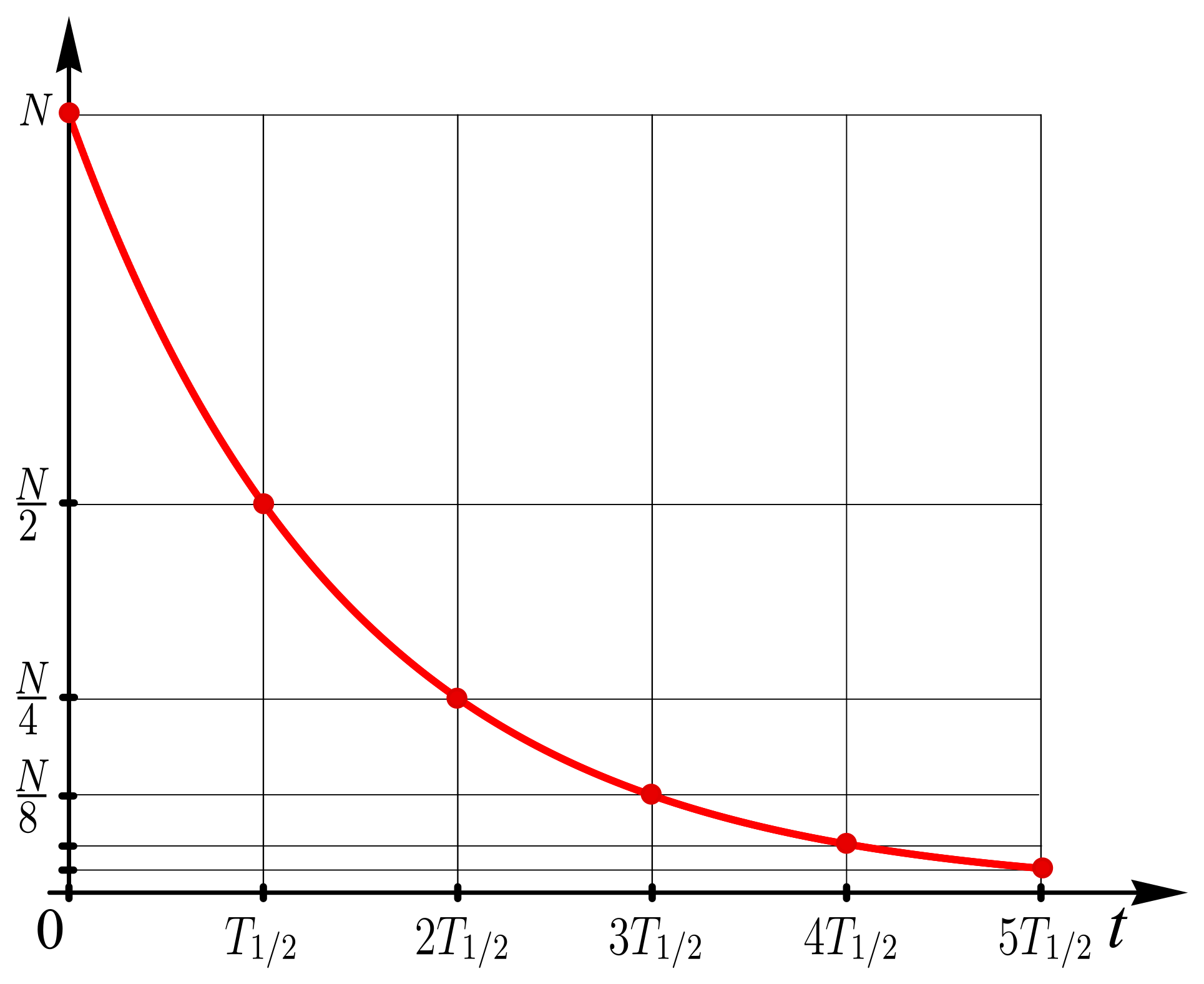
Exponentielle Abnahme einer Größe vom anfängliches Wert N – z. B. der Zahl radioaktiver Atomkerne in einer gegebenen Substanzprobe – mit der Zeit t.

Zerfallsgesetz ist die in der Physik übliche Bezeichnung der Gleichung, die eine exponentielle zeitliche Abnahme von Größen beschreibt. In der Kernphysik gibt das Zerfallsgesetz die Anzahl {\displaystyle N} der zu einem Zeitpunkt {\displaystyle t} noch nicht zerfallenen Atomkerne einer radioaktiven Substanzprobe mit einem einzigen Radionuklid an. Diese Anzahl beträgt
{\displaystyle N(t)=N_{0}\cdot \mathrm {e} ^{-\lambda t}},
wobei {\displaystyle N_{0}} die Anzahl der am Anfang ({\displaystyle t=0}) vorhandenen Atomkerne und {\displaystyle \lambda } die Zerfallskonstante des betreffenden Radionuklids ist.

## Herleitung
Betrachtet man ein radioaktives Präparat mit anfänglich {\displaystyle N_{0}} Atomkernen und der Aktivität {\displaystyle A}, so gilt für die Anzahl {\displaystyle N} der in der Zeit {\displaystyle t} noch nicht zerfallenen Kerne:
{\displaystyle {\begin{aligned}A&=-{\frac {\mathrm {d} N}{\mathrm {d} t}}\qquad {\text{mit }}A=\lambda \cdot N\\-\lambda \cdot N&={\frac {\mathrm {d} N}{\mathrm {d} t}}\\-\lambda \cdot \mathrm {d} t&={\frac {1}{N}}\cdot \mathrm {d} N\\\int _{0}^{t}-\lambda \cdot \mathrm {d} t'&=\int _{N_{0}}^{N}{\frac {1}{N'}}\cdot \mathrm {d} N'\\-\lambda t-(-\lambda \cdot 0)&=\ln(N)-\ln(N_{0})\\-\lambda t&=\ln \left({\frac {N}{N_{0}}}\right)\\\mathrm {e} ^{-\lambda t}&={\frac {N}{N_{0}}}\\N(t)&=N_{0}\cdot \mathrm {e} ^{-\lambda t}\end{aligned}}}
Nach der Zeit {\displaystyle t} sind also von {\displaystyle N_{0}} Ausgangskernen noch {\displaystyle N(t)} übrig.

## Mittlere Lebensdauer
Die Zerfallskonstante {\displaystyle \lambda } (Lambda) ist der Kehrwert der mittleren Lebensdauer {\displaystyle \tau =1/\lambda }, also der Zeit, nach der die Zahl der Atome sich um den Faktor {\displaystyle \mathrm {e} =2{,}71828\dotso } verringert hat. {\displaystyle \tau } (Tau) unterscheidet sich von der Halbwertszeit {\displaystyle T_{1/2}} nur um den konstanten Faktor {\displaystyle \ln 2}:
{\displaystyle T_{1/2}=\tau \cdot \ln 2={\frac {\ln 2}{\lambda }}\approx 0{,}693\cdot \tau }
Damit ergibt sich für das Zerfallsgesetz auch folgende Form:
{\displaystyle N(t)=N_{0}\cdot e^{-{\frac {\ln(2)}{T_{1/2}}}t}}
Mit 
{\displaystyle e^{-\ln(2)}={\frac {1}{2}}}
ergibt sich eine Form des Zerfallsgesetzes, die die Halbierung der Stoffmenge nach Ablauf je einer Halbwertszeit besonders anschaulich macht:
{\displaystyle N(t)=N_{0}\cdot \left({\frac {1}{2}}\right)^{\frac {t}{T_{1/2}}}}